# William Shakespeare
William Shakespeare (Stratford-upon-Avon, ± 23 april OS 1564, gedoopt 26 april 1564 – aldaar, 23 april OS 1616) was een Engels toneelschrijver, dichter en acteur.
Shakespeare wordt gezien als de grootste schrijver die Engeland ooit heeft voortgebracht; niet alleen vanwege de kwaliteit van zijn werken, maar ook vanwege zijn enorme invloed op de Engelse taal, waarin nog steeds honderden woorden, uitdrukkingen en citaten aan hem zijn toe te schrijven. Hij schreef 154 sonnetten en een aantal langere gedichten en kan beschouwd worden als de eerste moderne toneelschrijver. Zijn toneeloeuvre bestaat uit 38 werken, verdeeld over drie genres: tragedies, historische stukken en komedies over tijdloze, universele thema's die tot op de dag van vandaag gebruikt worden voor theaterbewerkingen, opera's, musicals en films.

## Leven

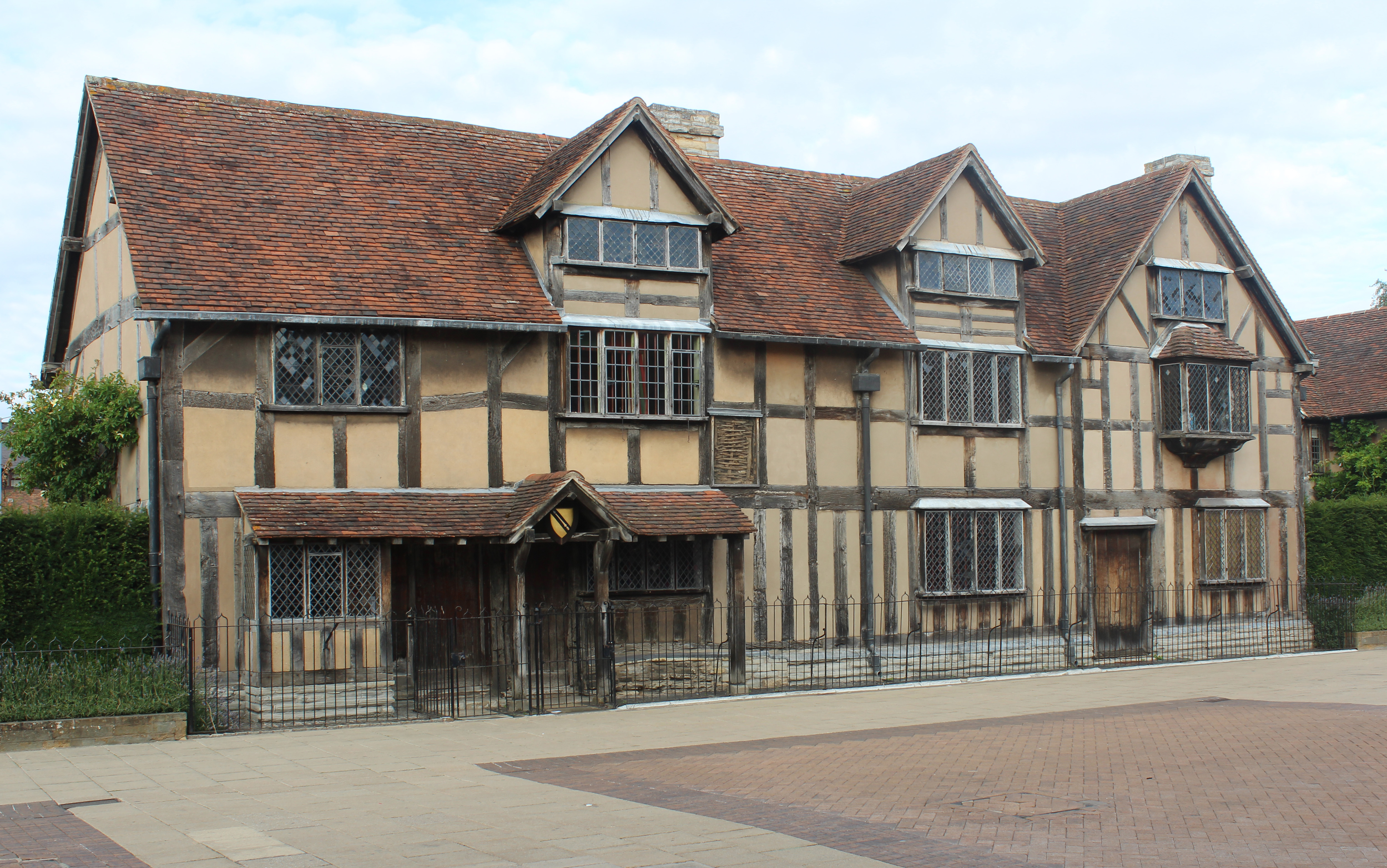
Shakespeares geboortehuis in Stratford-upon-Avon

### Geboorte
William Shakespeare (ook gespeld Shakspere, Shaksper en Shake-speare, in Nederland vroeger ook veelvuldig Shakespear, omdat de spelling in de Elizabethaanse periode niet vaststond) werd geboren in Stratford-upon-Avon in Warwickshire, in april 1564. William was de zoon van John Shakespeare, een succesvolle handelaar en wethouder en Mary Arden, een dochter uit een adellijke familie. De Shakespeares woonden toen in Henley Street. Bekend is dat William op 26 april werd gedoopt. Omdat het destijds gebruikelijk was om een kind drie dagen na de geboorte te dopen, is Shakespeare waarschijnlijk op zondag 23 april geboren. Het huis in Stratford is bekend als 'de geboorteplaats van Shakespeare', maar deze status is onzeker.
Drie maanden na Shakespeares geboorte brak de pest uit in Stratford, waaraan binnen een half jaar tijd een tiende van de Stratfordse bevolking overleed. De Shakespeares hebben de uitbraak mogelijk overleefd, doordat de moeder met haar zoontje introk in haar ouderlijk huis in het nabijgelegen Wilmcote.

### Familie
De naam Shakespeare zelf heeft mogelijk een militaire oorsprong, waarbij "shake spear" verwijst naar een speerwerper of krijger. Het lijkt waarschijnlijk dat de familie oorspronkelijk uit Normandië komt. Le Chastelain de Couci, een Frans verhaal in het Trouvère uit de 12e eeuw, wordt toegeschreven aan Jakemes Sakesep. Ook het feit dat in de Normandische "Pipe Rolls" uit het jaar 1195 een zekere "William Sakeespee" voorkomt, duidt op de waarschijnlijkheid dat de familie van de dichter afkomstig was uit het noorden van Frankrijk en na de Normandische verovering van Engeland het Kanaal is overgestoken. In Engelstalige documenten wordt de naam "William Sakspeer" voor het eerst vermeld in 1248. In de 13e en 14e eeuw duikt de naam Shakespere herhaaldelijk op in verslagen uit Warwickshire (West Midlands). Het betreft vermoedelijk een uitgebreide katholieke familie die soms op enkele kilometers afstand van elkaar woonden. Velen van hen waren lid van het religieuze gilde van Knowle. Aan het begin van de 16e eeuw was de priores van het nonnenklooster van Wroxall ene Isabella Shakespeare, die in 1526 haar ambt overdroeg aan Jane Shakespeare. Dit moeten de rechtstreekse voorouders van William Shakespeare zijn.
William Shakespeares grootvader Richard Shakespeare was een welgestelde boer uit Snitterfield, een parochie op ongeveer zes kilometer van Stratford. William Shakespeares vader was een welvarende handschoenenmaker en verkreeg vele titels tijdens zijn leven, met inbegrip van chamberlain, wethouder, deurwaarder (equivalent van burgemeester) en eerste schepen. Later werd hij vervolgd voor deelname aan de zwarte markt in wol, wat hem zijn positie als wethouder kostte.
John Shakespeare trouwde met Mary Arden. Zij was de dochter van Robert Arden, van wie Richard Shakespeare zijn huis en land pachtte.
Na William kregen John en Mary nog vijf kinderen, drie zonen (Gilbert, Richard en Edmund) en twee dochters (Joan en Anne). Over hun levens is weinig bekend. In Shakespeares latere werken is broederstrijd met veel onderlinge rivaliteit en geweld vaak een belangrijk thema. Mogelijk is hier een verband met Shakespeares persoonlijke leven, maar zeker is dit niet.

### Geloofsovertuiging
Omtrent de geloofsovertuiging van William Shakespeare en zijn naaste familie is altijd veel discussie en onzekerheid geweest. Sommige onderzoekers beweren dat bepaalde leden van de familie Shakespeare katholieken waren in een tijd dat het praktiseren van het katholicisme inmiddels bij wet verboden was. Wat wel vaststaat, is dat Shakespeares moeder werd opgevoed in een vroom katholiek gezin.
John liet de pasgeboren William dopen volgens de rituelen van de Anglicaanse Kerk (die zich net van de Rooms-Katholieke Kerk had afgescheiden). Er zijn echter aanwijzingen voor mogelijke roomse sympathieën aan beide kanten van het gezin – een gevaar onder de strenge anti-katholieke regels van koningin Elizabeth. Het sterkste argument voor dit laatste komt misschien van een door zijn vader ondertekende katholieke geloofsbelijdenis, die in 1757 werd gevonden tussen de daksparren van zijn gewezen huis in Henley Street. Het betreft hier een standaarddocument zoals dat werd verspreid door de jezuïet Edmund Campion. Het document zelf is echter verloren gegaan en onderzoekers verschillen nu van mening over de authenticiteit.

### Opleiding
William Shakespeare studeerde waarschijnlijk aan de Stratford Grammar School in het centrum van Stratford, wat een intensief onderwijs in Latijnse grammatica en het vertalen van auteurs als Cicero en Vergilius inhield. Ook Ovidius, die later Williams meest geliefde auteur zou worden, ontbrak niet op het curriculum. Er wordt verondersteld dat de jonge Shakespeare op deze school zat omdat John Shakespeares positie als wethouder hem in staat stelde zijn kinderen daar gratis onderwijs te laten volgen. Enig bewijs dat William na deze school een andere vorm van formeel onderwijs volgde ontbreekt echter.

### Huwelijk en gezin

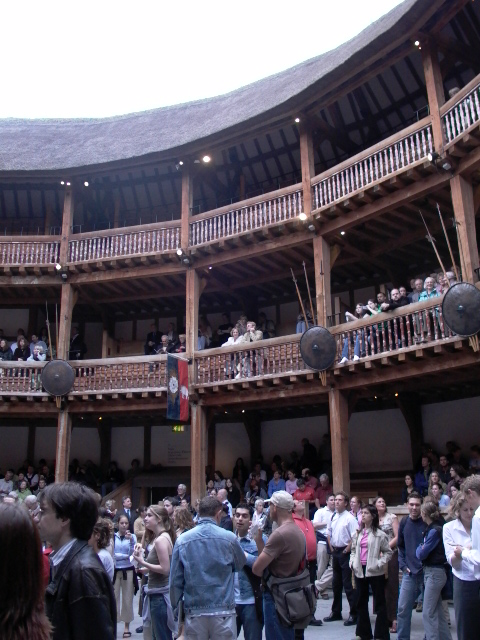
De galerijen in het (gereconstrueerde) Globe Theatre in Londen, waaraan Shakespeare verbonden was

Eind november of begin december 1582 trouwde de 18-jarige William Shakespeare met de 26-jarige Anne Hathaway. Waar en wanneer het huwelijk precies werd gesloten is niet bekend, maar het bisschoppelijk register te Worcester vermeldt dat de bond (een soort huwelijkslicentie) werd verkregen op 28 november 1582. Ze zijn mogelijk gehuwd in Temple Grafton waar Anne familie had. Er is geen parochieregister bewaard gebleven met de exacte datum van het huwelijk, maar het koppel zal kort daarop getrouwd zijn. Twee buren van Anne, Fulk Sandalls en John Richardson, stelden zich borg dat er geen belemmeringen voor het huwelijk waren. Er lijkt enige haast geweest te zijn bij het regelen van de ceremonie, want Anne was toen waarschijnlijk drie maanden zwanger.
Op 26 mei 1583 werd Shakespeares eerste kind, Susanna, gedoopt in Stratford. Een zoon, Hamnet en een dochter, Judith, werden kort daarna op 2 februari 1585 gedoopt. Zij waren een tweeling. Hamnet overleed reeds op 11-jarige leeftijd. De traditionele opvatting dat het verdriet over de dood van zijn enige zoon Shakespeare kan hebben aangespoord om zijn tragedie Hamlet te schrijven, is naar alle waarschijnlijkheid onjuist. Susanna en Judith zouden respectievelijk 66 en 77 jaar oud worden.

### 'Lost years'
Over de eerste paar jaar van William Shakespeares leven na zijn huwelijk is weinig met zekerheid bekend. Het lijkt waarschijnlijk dat hij in deze tijd een vrij onopvallend bestaan leidde. Over deze periode bestaan een aantal verschillende theorieën, die echter onbewezen blijven. Shakespeare zou zeeman, soldaat, klerk bij een advocaat of leraar zijn geweest.
Hij verliet Stratford in 1586 of 1587 en omstreeks 1588 arriveerde hij in Londen; het duurde daarna nog vier jaar, voordat hij als acteur en als schrijver succes kreeg. De precieze reden dat Shakespeare zijn gezin verliet en naar Londen toog is onbekend, maar het lijkt het waarschijnlijkst dat hij van een van de hieronder genoemde toneelgezelschappen een uitnodiging kreeg en in Londen kansen op een beter inkomen zag, zodat hij ook zijn gezin goed zou kunnen onderhouden. Er zijn geen aanwijzingen dat hij een slecht huwelijk had en daarom zou zijn gevlucht.
Die late jaren 1580 staan bekend als Shakespeares 'lost years', omdat onbekend is waar hij was en wat hij precies deed, nadat hij Stratford voor Londen had verlaten. Een van de theorieën luidt dat Shakespeare met een van de toneelgezelschappen, dat van Earl of Leicester's Men of van Queen's Men, op tournee zou zijn meegetrokken. De 17e-eeuwse biograaf John Aubrey legde een getuigenis vast van William Beeston, een van de zonen van Shakespeares medespelers, waarin hij 'de plattelands-schoolmeester' werd genoemd. Het lijkt echter aannemelijker dat Shakespeare gedurende die zeven 'verloren jaren' (1585-1592) een jonge acteur was.

### Londen, naamsbekendheid

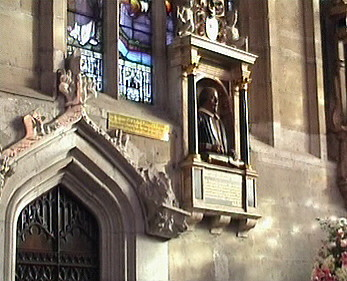
Shakespeares grafmonument op de Holy Trinity Church te Stratford

Shakespeare kreeg eenmaal in Londen al snel naamsbekendheid als acteur en schrijver. Acteergezelschappen waartoe Shakespeare kon hebben behoord, nadat hij in Londen was aangekomen, zijn Lord Strange's Men, the Lord Admiral's Men, the Earl of Pembroke's Men en the Earl of Sussex's Men. Onderzoekers hebben er vroeger op gespeculeerd dat hij tot het gezelschap van Ferdinando Stanley (Lord Strange) was toegetreden, maar daarvoor ontbreekt enig bewijs. Shakespeares vroege eigen werken lijken duidelijke imitaties van en parodieën op werken van Christopher Marlowe en Thomas Kyd (zoals het in die tijd zeer populaire The Spanish Tragedy).
Uiteindelijk werd William Shakespeare mede-eigenaar van The Lord Chamberlain's Men. Uit verschillende documenten uit die tijd blijkt dat Shakespeare een rijk man werd in de jaren dat hij in Londen woonde en werkte.
Hij bleef in deze jaren heen en weer reizen tussen Londen en zijn geboorteplaats Stratford, waarbij hij geregeld in Oxford verbleef. Dit blijkt uit aantekeningen van onder meer Alexander Pope en de oudheidkundige Thomas Hearne.

### Laatste levensjaren
Shakespeare stopte in 1613 met werken. Volgens zijn biograaf Nicholas Rowe keerde hij ongeveer in dezelfde tijd terug naar zijn geboorteplaats Stratford om het rustiger aan te gaan doen.
In de eerste weken van 1616 gaf Shakespeare opdracht zijn testament op te stellen. Dit doet vermoeden dat hij toen ernstig ziek was, al is onbekend aan welke kwaal hij leed. Hij overleed enkele maanden later, op 23 april 1616, zijn vermoedelijke 52e verjaardag. Het grootste deel van zijn nalatenschap ging naar dochter Susanna en haar echtgenoot.
Hij ligt begraven in de Holy Trinity Church in Stratford-upon-Avon, waar jaarlijks miljoenen bezoekers het gedicht op zijn grafsteen lezen.

## Werken

### Datering

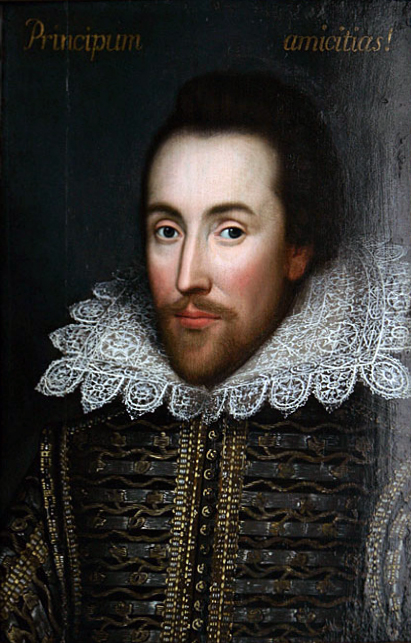
Het "Cobbe-portret", gemaakt rond 1610, dat Shakespeare zou tonen

Noch over de exacte data waarop de werken van Shakespeare zijn geschreven, noch over de chronologische volgorde bestaat zekerheid. Van de afzonderlijke toneelstukken is zelfs niet zeker of ze wel aan één bepaald tijdstip toegeschreven zouden kunnen worden: wellicht is eraan geschreven en herschreven, zodanig dat het ene fragment van een bepaald ogenblik is, terwijl het andere juist een latere toevoeging of verandering betreft. Daardoor is het gebruik van interne aanwijzingen ook maar beperkt mogelijk: een stuk kan een verwijzing bevatten naar een eigentijdse gebeurtenis en zo kan die verwijzing ruwweg worden gedateerd; maar dat zegt weinig over de rest van hetzelfde toneelspel.
Dit heeft veel te maken met de productiewijze van Shakespeares toneelwerk; dit was bedoeld om te worden gespeeld, niet om te worden gelezen. Het waren teksten voor acteurs en via hen voor toeschouwers; niet voor lezers. Publicatie lag dan ook niet voor de hand en vóór het jaar 1597 is dan ook maar één stuk in druk verschenen (Titus Andronicus).
Toch is ruwe datering in groepen wel mogelijk. In 1598 publiceerde Francis Meres uit Cambridge een soort citatenboek, waarin ook passages uit Shakespeares werk voorkomen: hij noemt daarbij een aantal titels, waaronder het verloren gegane Loves labours wonne. Zo komen we op het spoor van Shakespeares vroegere werk. Door kenmerken te vergelijken, valt vervolgens na te gaan wat er nu ongeveer tot dit vroegere werk behoort.
Toen Hemminge en Condell in 1623 hun First Folio van Shakespeares werk uitbrachten, was in die verzameling opgetekende stukken weliswaar een zekere groepering aangebracht, maar die kan ook niet werkelijk uitsluitsel brengen; de groepering vormt geen strikte chronologie.

### Toneelgenres
In de First Folio van 1623 werden Shakespeares toneelstukken ingedeeld in blijspelen, treurspelen en historiespelen (in het Engels Comedies, Tragedies and History Plays. Dat is lange tijd traditioneel zo gebleven. In latere wetenschappelijke literatuur over Shakespeare, zoals in de Riverside Shakespeare 2nd edition uit 1997, wordt nog een vierde groep toneelstukken met gemeenschappelijke kenmerken beschreven: die van zijn late "romances". Het waren stukken die Shakespeare later in zijn leven schreef, na zijn grote tragedies.
Vier van deze tragedies worden als Shakespeares grootste werk beschouwd: Hamlet, Othello, King Lear en Macbeth. Er worden grote thema's in uitgewerkt, respectievelijk wraak die tot waanzin leidt; jaloezie; zelfbegoocheling en verzoening, en tomeloze ambitie. Verreweg het meest becommentarieerd is Hamlet, wellicht juist door de meerduidigheid die ontstaat door de visies en visioenen van de hoofdpersoon. Het stuk kan, ondanks de suggestie die kan worden gewekt door een zo omvangrijke secundaire literatuur, eenvoudig gezien en gelezen worden als een soort wraaktragedie.
De koningsdrama's (de historische stukken) vormen een soort politieke geschiedenis van Engeland, met uiteraard de nadruk op de val en ondergang van koningen. Daarbij worden in feite eigentijdse thema's uit de toenmalige politiek behandeld, die in een historische setting nu eenmaal veiliger te bespreken waren. Voorbeelden van dergelijke kwesties waren: hoever reikt het (goddelijk) recht van een koning, wat is zijn verhouding tot zijn onderdanen, in hoeverre is hij identiek met de staat, in hoeverre valt onrecht te billijken?

### Zijn bronnen
Shakespeare verzon slechts zelden het verhaal, maar baseerde zich meestal op bekende verhalen. Van Romeo and Juliet bijvoorbeeld circuleerden in zijn tijd verschillende toneelversies van andere auteurs, en het verhaal was ten minste honderd jaar oud. Voor zijn historische stukken haalde hij zijn inspiratie bij klassieke geschiedschrijvers en Britse kroniekschrijvers, of hij bewerkte oude, bestaande toneelstukken. De enige stukken van Shakespeare met een werkelijk originele plot zijn A Midsummer Night's Dream en The Tempest.

### Taal en techniek
Shakespeare kiest geen partij: door krachten tegenover elkaar te plaatsen laat hij de toeschouwer oordelen, hoewel dit een algemene regel is in de toneelschrijfkunst. De menselijke condities en zwakheden staan voorop, de dilemma's onder de druk der omstandigheden. Personages en plot zijn, mede door de krachtige taal vol poëzie en beeldspraken, dermate met elkaar verweven dat ze op een unieke wijze in het geheugen blijven hangen.
Shylock, die geld uitleent, wordt niet afgeschilderd als een boosdoener en woekeraar; in essentie is hij nu juist een geldlener. Koning Lear heeft onvoldoende realiteitszin bij het waarderen van de genegenheid van zijn drie dochters; maar naast deze tragiek laat hij, zeker in de sterfscène, een ongekende koninklijkheid zien en zijn laatste monoloog is majesteitelijk. Hamlet is veel minder wraaklustig of gek dan dat hij gekweld is door besluiteloosheid: Shakespeare brengt met zijn Hamlet het grote verschil tussen denken en doen ten tonele. De koningen in de koningsdrama's worden verscheurd door nauwelijks te hanteren krachten, hetzij buiten henzelf, hetzij in hun eigen zwak karakter (Richard II).
Vanaf het vroege werk is het taalgebruik bijzonder beeldend: woordspelingen en metaforen leiden tot een opvallend beeldend vers dat grote bedrevenheid in de taal laat zien. Ook de neiging met taal te experimenteren (vooral in het vroege werk), onderscheidt de auteur al dadelijk van zijn tijdgenoten.
In het Elizabethaanse toneel was de alleenspraak een veelvoorkomende conventie. Waar Shakespeare die toepast, valt, vooral in het grote werk, de dramatische kracht op die hij zijn monologen (soliloquies) meegeeft en waardoor die alleenspraken vaak in de herinnering voortleven en bijna of zelfs geheel tot clichés in de Engelse taal zijn geworden.
Bekende citaten zijn:
- To be, or not to be, that is the question (Zijn of niet zijn, dat is de vraag), uit Hamlet
- Tomorrow and tomorrow and tomorrow (Morgen en morgen en morgen), uit Macbeth
- Aye, but to die, and go we know not where (Measure for Measure).
- De verzoening tussen King Lear en zijn dochter Cordelia levert aangrijpende versregels op als het koninklijke Pray, do not mock me; / I am a very foolish fond old man, dat na enige tijd overgaat in herkenning van zijn dochter, gevolgd door het berouwvolle If you have poison for me, I will drink it.

### Overzicht
- Tragedies[15]

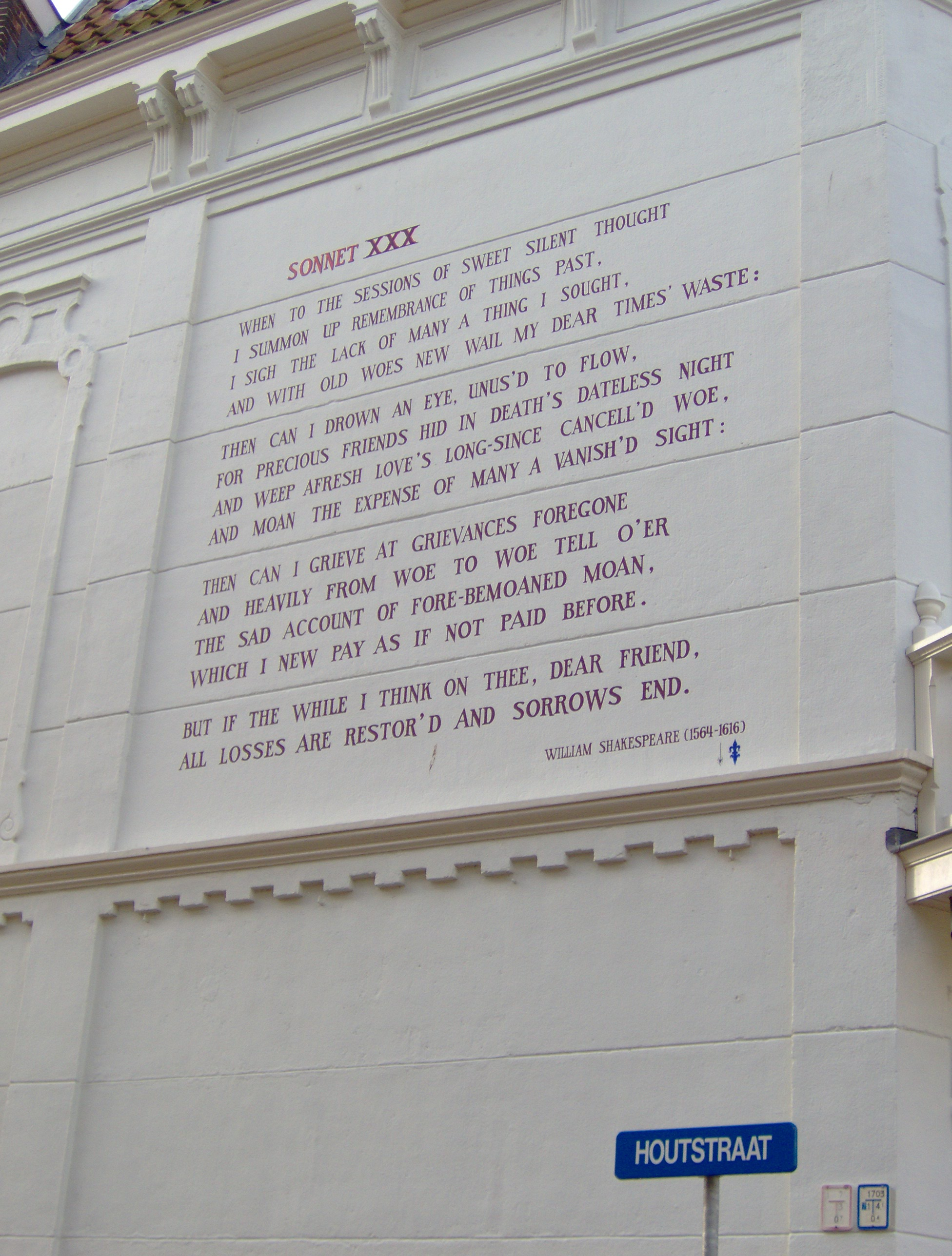
Sonnet 30 van Shakespeare op een muur in Leiden

  - The Tragedy of Titus Andronicus (1593/1594)
  - The Tragedy of Romeo and Juliet (1595/1596)
  - The Tragedy of Julius Caesar (1599)
  - The Tragedy of Hamlet, Prince of Denmark (1600/1601)
  - The Tragedy of Othello, The Moor of Venice (1604)
  -  The Tragedy of King Lear (1605)
  - The Tragedy of Macbeth (1606)
  - The Tragedy of Antony and Cleopatra (1606/1607)
  - The Life of Timon of Athens (1607/1608)
  - The Tragedy of Coriolanus (1607/1608)
- Komedies[15]
  - The Comedy of Errors (1592-1594)
  - The Taming of the Shrew (1593/1594)
  - The Two Gentlemen of Verona (1594)
  - Love's Labour's Lost (1594/1595)
  - A Midsummer Night's Dream  (1595/1596)
  - The Merchant of Venice (1596/1597)
  - The Merry Wives of Windsor (1597) (revisie ca. 1600/1601)
  - Much Ado About Nothing (1598/1599)
  - As You Like It (1599)
  - Twelfth Night, or What You Will (1601/1602)
  - All's Well That Ends Well (1602/1603)
  - Measure for Measure (1604)
- Historische stukken[15]
  - The First Part of King Henry the Sixth (1589/1590) (revisie 1594/1595)
  - The Second Part of King Henry the Sixth (1590/1591)
  - The Third Part of King Henry the Sixth (1590/1591)
  - The Tragedy of Richard the Third (1592/1593)
  - Edward III (1592-1595) - (auteurschap onzeker)
  - The Life and Death of King John (1594-1596)
  - The Tragedy of King Richard the Second (1595)
  - The First Part of King Henry the Fourth (1596/1597)
  - The Second Part of Henry the Fourth (1598)
  - The Life of Henry the Fifth (1599)
  - The History of Troilus and Cressida (1601/1602)
  - The Famous History of the Life of King Henry the Eighth (1612/1613) (in samenwerking met John Fletcher)
- Romances[15]
  - Pericles, Prince of Tyre (1607/1608)
  - The Tragedy of Cymbeline (1609/1610)
  - The Winter's Tale (1610/1611)
  - The Tempest (1611)
  - The Two Noble Kinsmen (1613) (in samenwerking met John Fletcher)

Naast toneelwerk schreef Shakespeare ook lyriek: de lange gedichten Venus and Adonis, The Rape of Lucrece en A Lover's Complaint, het raadselachtige Let the Bird of Loudest Lay (beter bekend onder de apocriefe naam The Phoenix and the Turtle) en de langste en volgens velen mooiste sonnettencyclus van zijn tijd. Ook zou hij aan enkele toneelstukken op naam van andere auteurs enkele scènes hebben bijgedragen, zoals de herziene uitgave van het toneelstuk Sir Thomas More (1594/1595).

### Folio- en quarto-uitgaven
In 1623, zeven jaar na Shakespeares dood, werden al zijn stukken (op twee na) uitgegeven in wat nu bekendstaat als de First Folio-uitgave. Deze bijzonder waardevolle uitgave wordt meestal als basistekst gebruikt. Van achttien stukken bestaan er oudere, zogenaamde quarto-uitgaven, die vaak zonder medewerking van Shakespeare tot stand waren gekomen en waarvan er acht heel corrupt zijn, wellicht omdat ze uit de mond van acteurs werden opgetekend. Toch zijn ook deze quarto's heel interessant voor vergelijkende studies.
Folio en quarto verwijst naar het boekformaat, dat ontstaat door een bedrukt vel papier eenmaal (folio) of tweemaal (quarto) in het midden te vouwen. De rug van het boek is ongeveer 38 cm hoog (folio) resp. 23 cm (quarto).
In 2006 werd een First Folio-uitgave van 1623 geveild. De waarde werd door het veilinghuis geschat op 4,3 miljoen euro.
- (en) Digitale facsimile van de First Folio, 1623
- (en) Vergelijking van de Quarto-edities

### Nederlandse vertalingen
Van Shakespeare zijn in de loop der geschiedenis goede vertalingen in het Nederlands verschenen.

#### Vertalers van het complete werk van Shakespeare
Slechts enkele auteurs vertaalden het hele werk van Shakespeare naar het Nederlands:
- De eerste complete vertaling was van Abraham Seyne Kok. Alle stukken waren reeds eind 1877 vertaald, maar werden pas in 1880 uitgegeven bij de Amsterdamse firma Funke.
- Leendert Burgersdijk integrale vertaling werd uitgegeven bij Brill te Leiden in 1886. Die oude Burgersdijk-editie werd in de jaren zestig ‘hertaald’ door Cees Buddingh.
- Willy Courteaux vertaalde als autodidact het volledige Verzameld Werk. Zijn vertalingen gelden voor velen nog steeds als ijkpunten in de Nederlandstalige Shakespeare-kunde. De eerste edities zijn in vier delen verschenen (1967-1971) en in één deel dundruk (1987). In maart 2007 zijn zijn Shakespeare-vertalingen in een volledige heruitgave verschenen bij uitgeverij Meulenhoff/Manteau, en in 2014 publiceerde De Bezige Bij een nieuwe editie.

#### Enkele gedeeltelijke vertalingen en adaptaties
- Tom Lanoye liet zich voor zijn moderne, gewaagde trilogie Ten Oorlog (1997) inspireren door Shakespeares koningsdrama's:

Citaten ter vergelijking (uit Richard III):
"Catesby: Te hulp, Lord Norfolk, vlug, te hulp, te hulp!/ De koning doet meer wondren dan een mens/ En stort zich in het heetst van elk gevaar./ Zijn Paard is dood en hij vecht voort te voet/ En zoekt naar Richmond in de muil des doods./ Te hulp, mylord, of alles is verloren.// K.Richard: Een paard, een paard, mijn koninkrijk voor 'n paard." (Willy Courteaux, Richard III, 1966)
"Sweet Modder die mij in de wereld scheet:/ De lafheid van je liefde liet mij leven/ Waar echte liefde me gewurgd zou hebben./ Ik vraag je schoon, verlos mij, help mij please,/ Zoals ik jou verlost heb uit jouw lijden./ Ik rijd naar jou en cut je kut aan stukken/ Waarin ik rotten moest, voor ik mocht rijpen.../ A horse! Mijn fokking kroon voor maar één paard." (Tom Lanoye, Ten Oorlog, 1997)
Het zal duidelijk zijn dat Courteaux dichter bij het origineel blijft en ook gebruikmaakt van de jambische pentameter zoals Shakespeare deed. Tom Lanoye wijkt bewust sterker af, en Ten Oorlog kan daarom als een adaptatie beschouwd worden.
- Vertalingen van de hand van de regisseur van het Shakespearetheater Diever, Jack Nieborg, zijn vanaf 2000 verschenen bij Uitgeverij Passage.
- In 2007 is van de hand van Jan Jonk De blijspelen verschenen van de op de eerste folio-editie gebaseerde vertaling van De volledige werken van William Shakespeare. Deze vertaling respecteert volgens Jonk het vroegmoderne Engels van Shakespeare zonder fragmenten weg te laten of te censureren. Na dit deel met de veertien blijspelen zouden drie andere delen volgen:  ‘De koningsdrama’s’ ‘De tragedies’ en ‘Overig toneelwerk en gedichten’, wat nog niet is gebeurd.

### Anti-Stratfordians
Er bestaat een hele verzameling publicaties die beweren dat Shakespeare helemaal niet de schrijver van de werken is geweest. Als kandidaten worden onder andere Francis Bacon, Christopher Marlowe, Henry Neville en Edward de Vere genoemd. Al deze personen hebben hun aanhangers, en de literatuur waarin allerlei suggesties worden gedaan over deze en allerlei andere kandidaten, bedraagt zeker 5000 boeken, wellicht veel meer. Er bestaan daardoor in de Shakespeareliteratuur twee kampen: de Stratfordians, die geen reden zien om Shakespeares auteurschap af te wijzen, en de anti-Stratfordians, die met zeer vele kandidaten kwamen en komen. Het debat is zeer levendig, en beweegt zich over een scala van onderwerpen: het in de werken aantoonbare idiolect, de aangeroerde onderwerpen en expertises, de fysieke (on)mogelijkheid voor een auteur om naast het schrijven van zijn eigen werk en het vervullen van zijn (ons bekende) werkzaamheden ook nog de stukken van Shakespeare te hebben geschreven, en veel meer.
Waarom het juist Shakespeare is wiens auteurschap zo wordt betwist, is op zichzelf onderwerp van debat. Enerzijds kan het komen doordat er over hem weinig bekend is, echter is relatief gezien veel bekend over het leven van Shakespeare wanneer je dit vergelijkt met zijn tijdgenoten. Zo weten we bijvoorbeeld dat hij gehuwd was, hoeveel kinderen hij had, alsook wanneer hij geboren en gestorven was. Dit alles is te bevestigen uit originele juridische en kerkelijke documenten. Voornamelijk registers uit de Holy Trinity Church te Stratford-upon-Avon die zijn doop, huwelijk, doop van zijn nageslacht en begrafenis vastleggen. Een aanvullende verklaring zal dan ook wel zijn dat hij juist door de eenzame hoogte waarop zijn werk volgens kritiek en literatuurminnaars staat, nu eenmaal veel aandacht trekt.
De zoektocht naar een auteur die "in werkelijkheid" de werken van Shakespeare zou hebben geschreven, begon rond 1852, toen de Amerikaanse Delia Bacon begon aan een uitgebreide poging om aan te tonen dat haar naamgenoot Francis Bacon de schrijver zou zijn geweest. Nadat in 1857 haar boek uitgekomen was, vond zij navolging en waren de theorieën en tegentheorieën niet langer van de lucht. (Een eerdere poging, uit 1785, van James Wilmot heeft nooit de invloed gekregen die Celia Bacons werk wel ten deel viel.) Voor meer informatie over het debat inzake het auteurschap van de aan Shakespeare toegeschreven werken, zie het lemma Auteurschap van Shakespeares werken.
Hoewel het idee op veel publieke belangstelling kan rekenen, beschouwen de meeste huidige Shakespeare-onderzoekers en literaire historici het als een marginale opvatting, zodat ze er weinig of geen belangstelling voor tonen.

## Receptie en literaire kritiek
Reeds tijdens zijn leven genoot Shakespeare literair veel aanzien. In 1598 noemde Francis Meres hem de grootste Engelse schrijver van komedies en tragedies, en de dichter John Weever spak over de 'honey-tongued Shakespeare'. Zijn vriend en tijdgenoot Ben Jonson, zelf een succesrijk toneelschrijver, toonde zich kritischer. Hij gaf weliswaar toe dat Shakespeare zijn gelijke niet had als schrijver van komedies en tragedies en daarbij zelfs de klassieken naar de kroon stak, maar wees er ook op dat zijn kennis van de klassieke talen te wensen overliet. Ook vond hij dat Shakespeare in zijn drama de klassieke Aristotelische drie-eenheid van tijd, plaats en handeling zou moeten volgen. Shakespeares hebbelijkheid om clowns in ernstige koningsdrama's op te voeren vond in zijn ogen evenmin genade, omdat het vulgariteit met het verhevene vermengde.
John Dryden zou later eveneens Shakespeares gebrek aan navolging van klassieke regels bekritiseren in zijn essay Of Dramatick Poesie uit 1668. Volgens hem ontbrak het de bard aan 'decorum', en had hij te veel geschreven voor het ongeletterde, arme volk. Enerzijds roemde hij Shakespeares fantasie ("fancy"), anderzijds liepen zijn stukken volgens hem mank door onbezonnenheid en een 'onzuivere stijl.' Dryden ging zelfs zo ver om te stellen dat Shakespeares stukken allemaal herschreven zouden moeten worden, om ze te ontdoen van deze onzuiverheden en vulgariteiten. Tijdens de Engelse Restauratie werden inderdaad veel stukken herschreven om ze voor een opvoering geschikt te maken en te 'verfijnen'. Dryden bewijst hem wel eer, en beschrijft Shakespeare als een soort natuurlijk, ongeschoold genie:
Those who accuse him to have wanted learning, give him the greater commendation: he was naturally learn'd; he needed not the spectacles of Books to read Nature; he look'd inwards, and found her there.— Of Dramatick Poesie van John Dryden (1668)
(Wie hem ervan beschuldigt dat hij niet ontwikkeld genoeg was, zwaait hem des te meer lof toe: hij was van nature ontwikkeld; hij had de bril van boeken niet nodig om de natuur te lezen; hij keek naar binnen, en vond haar daar.)
Deze kritische opstelling persisteerde in de 18e eeuw, met Alexander Pope die in 1725 Shakespeares werk begon uit te geven, en Samuel Johnson die hetzelfde deed in 1765. Pope vond het echter nodig om Shakespeares taal te 'zuiveren' en allerlei correcties aan te brengen. Johnson van zijn kant deed hem recht als universeel schrijver van klassieke allure die de tand des tijds zou doorstaan.
Pas in de 19e eeuw zouden romantische critici zoals de Engelse romantische dichter Samuel Taylor Coleridge Shakespeare op zijn eigen waarde beoordelen en roemen als creatief genie. In Duitsland beschouwde Goethe hem als een mystieke ziener en bard. Verschillende lovende kritieken spraken nu over Shakespeares vermogen om boeiende, complexe personages neer te zetten. Zo verscheen er van Maurice Morgann Essay on the Dramatic Character of Sir John Falstaff (1777). Toen in 1769 de beroemde acteur David Garrick in Stratford-upon-Avon de Shakespeare Jubilee inrichtte om Shakespeares verjaardag te vieren, werd Shakespeare Engelands meest gevierde en bekendste dichter.
Een van de invloedrijkste 20e-eeuwse Shakespeare-onderzoekers was A.C. Bradley. In lezingen en essays als Shakespearean Tragedy: Lectures on Hamlet, Othello, King Lear, Macbeth (1904) concentreerde hij zich op het karakter van de personages uit Shakespeares tragedies. Hij benadrukte vooral de samenhang tussen actie en karakter van de protagonisten in Shakespeares treurspelen. Bradley wordt weleens gezien als late exponent van de 19e-eeuwse Shakespeare-onderzoekers die zich vooral met karakter bezighielden, zoals de romantische schrijvers Samuel Taylor Coleridge en August Wilhelm von Schlegel.
Andere 20e-eeuwse onderzoekers bogen zich over alles wat te maken had met het theaterbedrijf tijdens de Engelse renaissance, zoals de fysieke constructie van het theater, het publiek en het acteren zelf. Alfred Harbage publiceerde bijvoorbeeld in 1941 Shakespeares Audience waarin hij stelde dat het bezoekend publiek bestond uit mensen van zeer verschillende sociale afkomst. Elk van deze en voornoemde standpunten en perspectieven werd trouwens door andere onderzoekers hevig bekritiseerd.
Harley Granville Barker (zelf acteur en toneelschrijver) interesseerde zich evenals voorgaande onderzoekers voor het karakter van Shakespeares personages, maar legde meer de nadruk op het samenspel tussen schrijver en acteurs bij het ontstaan van het stuk. Hij besteedde ook veel aandacht aan het ontbreken van vrouwelijke rollen in de tijd van Shakespeare en de daarmee samenhangende problemen voor de toneelauteur. Van zijn hand is de zesdelige reeks Prefaces to Shakespeare (1927-1974).

## Shakespeare-acteurs en -regisseurs
Shakespeare zelf nam in zijn tijd zelden de hoofdrol voor zijn rekening. Hij speelde vaak de rol van een minder belangrijk personage. Zo is bekend dat hij in Hamlet de rol van het spook speelde. Bijzonder populaire 19e-eeuwse vertolkers waren Ellen Terry en Henry Irving. Ook heel wat legendarische acteurs hebben zijn stukken op het witte doek gebracht. Enkele bekende hedendaagse Shakespeare-vertolkers zijn Laurence Olivier, John Gielgud, James McAvoy, Orson Welles, Kenneth Branagh, Emma Thompson, Mel Gibson, Leonardo DiCaprio, Claire Danes, Ian McKellen, Al Pacino, Gwyneth Paltrow, Judi Dench en Joseph Fiennes.

## Verfilmingen
Veel van Shakespeares werken zijn (herhaaldelijk) verfilmd. De bekendste hiervan zijn:
- Othello (1952), regie: Orson Welles
- Julius Caesar (1953), regie: Joseph L. Mankiewicz
- Kumonosu Jô (1957), regie: Akira Kurosawa (naar het verhaal van Macbeth)
- Hamlet (1964), regie: Bill Coleran en John Gielgud
- Chimes at Midnight (1965), regie: Orson Welles (naar het verhaal van Henry IV deel 1 en 2, en delen van Richard II, Henry V en The Merry Wives of Windsor)
- The Taming of the Shrew (1967), regie: Franco Zeffirelli
- Romeo and Juliet (1968), regie: Franco Zeffirelli
- King Lear (1970), regie: Grigori Kozintsev
- Macbeth (1971), regie: Roman Polański
- Antony and Cleopatra (1974), regie Trevor Nunn en John Scofield
- Ran (1985), regie: Akira Kurosawa (naar het verhaal van King Lear)
- Henry V (1989), regie: Kenneth Branagh
- Prospero's Books (1991), regie: Peter Greenaway (naar het verhaal van The Tempest)
- Much Ado About Nothing (1993), regie: Kenneth Branagh
- Othello (1995), regie: Oliver Parker
- Richard III (1995), regie: Richard Loncraine
- Romeo + Juliet (1996), regie: Baz Luhrmann
- Twelfth Night (1996), regie: Trevor Nunn
- Titus (1999), regie: Julie Taymor
- A Midsummer Night's Dream (1999), regie: Michael Hoffman
- Love's Labour's Lost (2000), regie: Kenneth Branagh
- Merchant of Venice (2004), regie: Michael Radford
- The Tragedy of Macbeth (2021), regie: Joel Coen

De romantische komedie Shakespeare in Love van regisseur John Madden uit 1998, met teksten van Marc Norman en Tom Stoppard, bevat vele verwijzingen naar zijn werk.
In Looking for Richard (1996), een documentaire van Al Pacino, probeert hij het stuk Richard III van Shakespeare te ontrafelen. Dit wordt gedaan via een (gedeeltelijke) vertolking van het stuk, en interpretaties van de teksten.

## Musical
Een van de beroemdste bewerkingen van het Romeo and Juliet-verhaal is West Side Story uit 1957, de musical van Leonard Bernstein met de sloppenwijken van New York als decor. In 1961 volgde een verfilming.
De musical Something Rotten!, geschreven door John O'Farrell, Karey en Wayne Kirkpatrick, volgt twee broers die moeite hebben om zich staande te houden in de theaterwereld, waar hun tijdgenoot William Shakespeare zeer populair is. 

## Shakespeare en muziek
Vele componisten werden geïnspireerd door leven en werk van William Shakespeare.

## Populaire cultuur
Shakespeare en zijn pennenvruchten zijn - behalve nog steeds vertoonde en uitgegeven werken - ook inspiratie voor makers van allerlei vormen media in het heden die een iets andere draai geven aan de persoon en zijn verhalen. Bijvoorbeeld:
- De film 10 Things I Hate About You is een tienerbewerking van The Taming of the Shrew.
- Shakespeare zelf is een (bij)personage in de comic-serie Sandman van de Britse schrijver Neil Gaiman.
- Shakespeare treedt op als personage in de jeugdroman De kleine Odessa van Peter Van Olmen. Hij is er voorzitter van de Raad der Onsterfelijken in de schrijversstad Scribopolis.
- Gary Cooper (virginaal en klavecimbel) heeft samen met Jacob Heringman (luit) en Jeanette Ager (mezzosopraan) een album met op Shakespeare geïnspireerde muziek uitgebracht (label: Philips Classics).